# Centropogon dianae
Centropogon dianae är en klockväxtart som beskrevs av Thomas G. Lammers. Centropogon dianae ingår i släktet Centropogon och familjen klockväxter. Inga underarter finns listade i Catalogue of Life.